# 盖尔谷地内奇
盖尔谷地内奇是奥地利克恩顿州菲拉赫兰县的一个市镇。总面积42.72平方公里，总人口2305人，人口密度54.0人/平方公里（2011年）。